# Janenschia
Janenschia (лат., возможное русское название — яненшия) — род ящеротазовых динозавров из группы макронаров, живших в юрском периоде (155,7—145,0 млн лет назад) на территории современной Танзании. Представлен одним видом — Janenschia robusta, описанным в 1908 году. Род был выделен немецким палеонтологом Руппертом Вильдом в 1991 году, который поместил его в семейство Titanosauridae. В 2013 году Mannion с коллегами перенёс род в группу макронаров (Macronaria).